# Korpisaaret (ö i Norra Karelen, Joensuu, lat 62,68, long 31,16)
Korpisaaret är en ö i Finland. Den ligger i sjön Nuorajärvi och i kommunen Ilomants i den ekonomiska regionen  Joensuu ekonomiska region  och landskapet Norra Karelen, i den sydöstra delen av landet, 400 km nordost om huvudstaden Helsingfors. Öns area är 6,1 hektar och dess största längd är 470 meter i nord-sydlig riktning.  Notera att namnet antyder att det är fråga om flera öar.